# Президент Чеченской Республики Ичкерия
Президент Чеченской Республики Ичкерия (до 14 января 1994 года — Чеченской Республики (Нохчийчоь)) — высшая государственная должность в Чеченской Республике в годы её фактического суверенитета.
Президент являлся главой исполнительной власти и имел право председательствовать на заседаниях Правительства Чеченской Республики, устанавливать международные связи в рамках внешней политики.

## История

### Президентские выборы в Чечне 1991 г.
После событий Августовского Путча, в результате которого Верховный Совет и правительство ЧИАССР подержали ГКЧП, председатель исполкома ОКЧН Джохар Дудаев объявил о низложении Верховного Совета, и 6 сентября митингующими и гвардейцами ОКЧН было захвачено здание  Верховного Совета.
После низложения Верховного Совета Чечено-Ингушетии исполком ОКЧН объявил о проведении первых демократических выборов президента Чеченской Республики 27 октября.
Явка на выборы Президента Чеченской Республики (Нохчийчоь) составила 458 144 избирателя (72% из общего числа 638 608 человек). Согласно официальным заявлениям, 412 671 избирателей (90,1%) проголосовало за кандидатуру Джохара Дудаева
| № | Портрет | ФИО, год рождения                                     | Голоса  | %     |
| - | ------- | ----------------------------------------------------- | ------- | ----- |
| 1 |         | Дудаев, Джохар Мусаевич, 15 февраля 1944 г. рождения  | 412 671 | 90,1% |
| 2 |         | Басаев, Шамиль Салманович, 14 января 1965 г. рождения | 45 473  | 9,9%  |
| 3 | —————   | Гойтемиров, Рамзан Усманович                          | 45 473  | 9,9%  |
| 4 | —————   | Сулаев, Мамака                                        | 45 473  | 9,9%  |

### Президентские выборы в Чечне 1997 г.
После Хасавюртовских Соглашений, подписанных 31 августа 1996 года, исполняющий обязанности президента Зелимхан Яндарбиев объявил о проведении новых всеобщих выборов, запланированных на 27 января 1997 года. К началу выборов из Чечни были выведены все российские подразделения Вооружённых сил и МВД.
На кандидатуру президента Чеченской Республики Ичкерия выдвинуто более 20 кандидатур. Основными претендентами являлись президент ЧРИ Зелимхан Яндарбиев, премьер-министр ЧРИ Аслан Масхадов, академик Руслан Хасбулатов, вице-премьер ЧРИ Мовлади Удугов, помощник президента ЧРИ по безопасности Ахмед Закаев и другие.
По результатам выборов победил Аслан Масхадов, набравший на выборах президента ЧРИ 241 950 (59,3%) голосов, в результате чего стал следующим президентом Чеченской Республики Ичкерия.
Избранный кандидат назначался сроком на пять лет всеобщими и прямыми выборами при тайном голосовании.
| № | Портрет | ФИО, год рождения                                                   | Партия                            | Голоса  | %     |
| - | ------- | ------------------------------------------------------------------- | --------------------------------- | ------- | ----- |
| 1 |         | Масхадов, Аслан Алиевич, 21 сентября 1951 года рождения             | Партия национальной независимости | 241 950 | 59,3% |
| 2 |         | Басаев, Шамиль Салманович, 14 января 1965 года рождения             | ПС ЧРИ                            | 95 841  | 23,5% |
| 3 |         | Яндарбиев, Зелимхан Абдулмуслимович, 12 сентября 1952 года рождения | Путь Джохара                      | 41 183  | 10,1% |
| 4 |         | Удугов, Мовлади Саидарбиевич, 9 февраля 1962 года рождения          | Исламский порядок                 | 3856    | 0,93% |
| 5 |         | Абалаев, Айдамир Тимир-Хаджиевич, 1964 года рождения                | Независимый кандидат              | 3740    | 0,92% |
| 6 |         | Закаев, Ахмед Халидович, 26 апреля 1959 года рождения               | Независимый кандидат              | 2345    | 0,58% |
| 7 | —————   | Другие                                                              | ?                                 | ———     | 0,38% |

### Президентский Кризис 2007 года
31 октября 2007 года информационное агентство Чеченской Республики Ичкерия «Чеченпресс» сообщило, что Доку Умаров, бывший в тот момент президентом ЧРИ, провозгласил создание Кавказского эмирата и одновременно снял с себя обязанности главы ЧРИ, тем самым упразднив Чеченскую Республику Ичкерия. Заявление привело к расколу в правительстве между Доку Умаровым и Ахмедом Закаевым, который не признал ликвидацию Чеченской Республики Ичкерия действительной.
На сегодняшний день, с 31 октября 2007 года, статус президента Чеченской Республики Ичкерия де-юре признан вакантным до назначения новых президентских выборов.

## Список президентов Чеченской Республики Ичкерия
| №                                                       | Портрет                                                 | Фамилия, Имя, Отчество (годы жизни)                     | Срок полномочий                                         | Срок полномочий                                         | Политическая партия                                     |
| №                                                       | Портрет                                                 | Фамилия, Имя, Отчество (годы жизни)                     | Занял должность                                         | Покинул должность                                       | Политическая партия                                     |
| Список выбранных всеобщим голосованием президентов ЧРИ: | Список выбранных всеобщим голосованием президентов ЧРИ: | Список выбранных всеобщим голосованием президентов ЧРИ: | Список выбранных всеобщим голосованием президентов ЧРИ: | Список выбранных всеобщим голосованием президентов ЧРИ: | Список выбранных всеобщим голосованием президентов ЧРИ: |
| ------------------------------------------------------- | ------------------------------------------------------- | ------------------------------------------------------- | ------------------------------------------------------- | ------------------------------------------------------- | ------------------------------------------------------- |
| 1                                                       |                                                         | Дудаев, Джохар Мусаевич (1944—1996)                     | 9 ноября 1991                                           | 21 апреля 1996                                          | Независимый кандидат                                    |
| и.о.                                                    |                                                         | Яндарбиев, Зелимхан Абдулмуслимович (1952—2004)         | 21 апреля 1996                                          | 12 февраля 1997                                         | Вайнахская демократическая партия                       |
| 2                                                       |                                                         | Масхадов, Аслан Алиевич (1951—2005)                     | 12 февраля 1997                                         | Февраль 2000                                            | Партия национальной независимости                       |
| Список президентов ЧРИ в изгнании:                      |                                                         |                                                         |                                                         |                                                         |                                                         |
| 3                                                       |                                                         | Масхадов, Аслан Алиевич (1951—2005)                     | Февраль 2000                                            | 8 марта 2005                                            | —                                                       |
| 4                                                       |                                                         | Садулаев, Абдул-Халим Абусаламович (1966—2006)          | 8 марта 2005                                            | 17 июня 2006                                            | —                                                       |
| 5                                                       |                                                         | Умаров, Доку Хамадович (1964—2013)                      | 17 июня 2006                                            | 31 октября 2007                                         | —                                                       |

## Порядок избрания
Кандидатом на должность президента может быть гражданин Чеченской республики не моложе 35 и не старше 65 лет.
Президент Чеченской Республики избирается на 5 лет гражданами Чеченской Республики всеобщими и прямыми выборами при тайном голосовании. Число кандидатов на пост Президента Республики не ограничивается.
Выборы Президента считаются действительными, если в них приняло участие не менее 50% избирателей. Избранным считается кандидат, получивший больше половины голосов избирателей, принявших участие в голосовании.

## Порядок вступления в должность
Первый президент Чеченской Республики, позже ставшей Чеченской Республикой Ичкерией, был избран 27 октября, а введён в должность 9 ноября 1991 года по итогам инаугурации президента в здании драмтеатра имени Ханпаши Нурадилова по результатам всеобщих выборов.
С момента вступления в должность президент Чеченской Республики обладает неприкосновенностью и охраняется законом.

При вступлении в должность президент ЧРИ приносит народу следующую присягу (статья 72 Конституции ЧР):
«Торжественно клянусь верно служить народу Чеченской Республики, укреплять и защищать ее суверенитет, строго следовать Конституции и законам Чеченской Республики, гарантировать права и свободы граждан, добросовестно выполнять возложенные на меня высокие обязанности Президента Чеченской Республики».

## Порядок отставки президента
Согласно статье 74 Конституции ЧРИ, Президент может быть освобожден от должности по собственному желанию или в случае совершения им преступления.
Решение о возбуждении дела об отстранении Президента от должности в связи с подобным обвинением принимает Парламент большинством не менее двух третей голосов. В этом случае дело передается в Конституционный Суд, который выносит свое заключение, принимаемое не менее 2/3 голосов членов суда. Окончательное решение по заключению Конституционного суда принимает Парламент.

## Полномочия президента
На основании Раздела 3 Конституции Чеченской Республики Ичкерия президент осуществляет следующие полномочия:
- Представляет Чеченскую Республику во внутренних и международных делах;
- Возглавляет правительство Чеченской Республики, формирует аппарат исполнительной власти в соответствии с Конституцией и руководит им;
- С согласия Парламента назначает министров, послов и других высших должностных лиц Чеченской Республики;
- Освобождает от должности министров и других назначенных им должностных лиц;
- Руководит осуществлением внешней политики, ведет переговоры и заключает международные договоры Чеченской Республики с последующей ратификацией их Парламентом. (В рамках закона Президент может заключать международные соглашения, не требующие ратификации);
- Является Верховным главнокомандующим Вооруженными Силами Чеченской Республики; назначает с согласия Парламента главное командование Вооруженных Сил; присваивает воинские звания офицерскому составу;
- В неотложных случаях вводит чрезвычайное положение в Чеченской Республике или в отдельных ее районах с последующим утверждением Парламентом в двухдневный срок;
- Отдает распоряжение о частичной или всеобщей мобилизации, приведении в состояние повышенной боевой готовности Вооруженных Сил Чеченской Республики и других необходимых действиях в случае угрозы нападения на Чеченскую Республику с последующим подтверждением этих действий Парламентом в трехдневный срок;
- Отдает распоряжения о начале военных действий в случае нападения на Чеченскую Республику с последующим одобрением Парламентом в трехдневный срок;
- Выносит проект Государственного бюджета на рассмотрение и утверждение Парламента
- Может участвовать в заседаниях Парламента, его комитетов и комиссий; принимает по согласованию с Парламентом решение о проведении всенародного голосования (референдума); обращается с посланиями к Парламенту и народу;
- Осуществляет право помилования по всем делам на территории Чеченской Республики;
- Награждает орденами и другими наградами Чеченской Республики, присваивает специальные звания (чины), а также почетные звания;
- Решает в соответствии с законодательством вопросы приобретения и прекращения гражданства Чеченской Республики
- Обладает правом законодательной инициативы;
- Обнародует свои указы в течение 10 дней со дня их подписания;
- Представляет не реже одного раза в год доклады Парламенту республики о выполнении принятых экономических и иных программ о положении в республике, обращается с посланиями к народу.

В процессе осуществления своих полномочий президент Чечни издаёт указы и распоряжения, а также проверяет их исполнение на всей территории Чеченской Республики. Также президент вправе приостановить решение органов исполнительной власти на территории республики, если они противоречат Конституции республики.